# Thoracochromis demeusii
Thoracochromis demeusii és una espècie de peix pertanyent a la família dels cíclids i a l'ordre dels perciformes.

## Descripció i reproducció
Fa 13 cm de llargària màxima. És de fecundació externa i les femelles incubadores bucals.

## Alimentació
El seu nivell tròfic és de 3,01.

## Hàbitat i distribució geogràfica
És un peix d'aigua dolça, bentopelàgic (entre 0 7 m de fondària) i de clima tropical (24 °C-26 °C; 4°S-6°S), el qual viu a Àfrica: la conca inferior del riu Congo entre Luozi i Matadi a la República Democràtica del Congo.

## Observacions
És inofensiu per als humans, el seu índex de vulnerabilitat és baix (15 de 100) i les seues principals amenaces són la construcció de preses, les extraccions mineres i la pesca.